# Sadık Savaş
Sadık Savaş (16 de agosto de 1987) es un deportista turco que compite en tiro con arco adaptado. Ganó una medalla de plata en los Juegos Paralímpicos de París 2024, en la prueba de recurvo por equipos mixto (clase abierta).

## Palmarés internacional
| Juegos Paralímpicos | Juegos Paralímpicos | Juegos Paralímpicos | Juegos Paralímpicos                     |
| Año                 | Lugar               | Medalla             | Prueba                                  |
| ------------------- | ------------------- | ------------------- | --------------------------------------- |
| 2024                | París (Francia)     | Medalla de plata    | Recurvo por equipos clase abierta mixto |